# Bruchsal-Bolanden

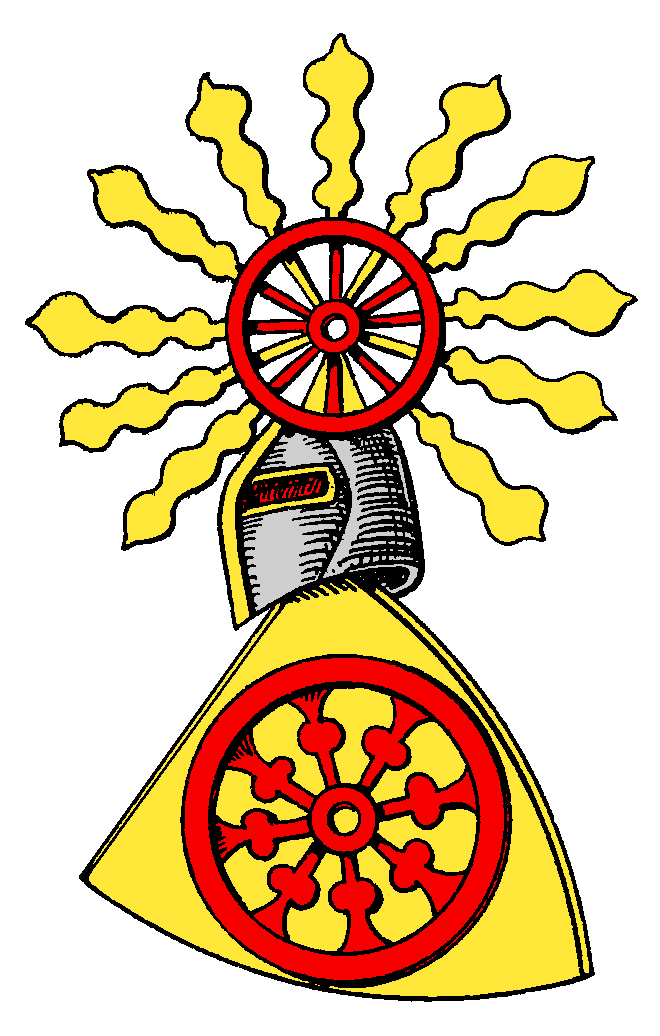
Wappen derer von Bolanden

Die Herren von Bruchsal-Bolanden waren ein Zweig des Adelsgeschlechtes der Bruchsal, der im 14. Jahrhundert die Herrschaft Bruchsal und die halbe Herrschaft Bolanden regierte. Die Herrschaft Bolanden war seit dem Jahr 1268 geteilt. Der Name Bruchsal-Bolanden für die Linie dient zur begrifflichen Unterscheidung von der verwandten älteren Linie der Herren von Bolanden. Die ältere Linie der Herren von Bolanden war mit dem erblichen Hofamt eines Reichstruchsessen ausgezeichnet worden. Dieses Amt vererbte sich auf die Linie Bruchsal-Bolanden. Die Bruchsal-Bolanden starben nach 1385 mit dem Geistlichen Konrad von Bolanden im Mannesstamm aus.
Die richtigen Abstammungsverhältnisse waren über Jahrhunderte unergründlich und wurden erst im Jahr 1909 durch die Publikation einer Urkunde aus der Überlieferung des Klosters Maulbronn öffentlich bekannt. In der populären Literatur kursieren weiterhin Angaben zur Genealogie der Linie, die auf Spekulationen der Geschichtsforscher des 18. und 19. Jahrhunderts zurückgehen, insbesondere auf irrige Vermutungen von Johann Adam Grüsner, die auch Crollius und Lehmann aufgriffen.

## Übersicht
Die ältere Linie der Herren von Bolanden blühte an der Wende vom 13. zum 14. Jahrhundert nur noch in den Geistlichen Friedrich von Bolanden († 1302), dem Fürstbischof von Speyer, und seinem Neffen Werner von Bolanden († 1324), dem Stiftspropst des Stifts St. Viktor vor Mainz. Mit dem Aussterben der beiden weltlichen Zweige der Bolanden im Mannesstamm kam die halbe Herrschaft Bolanden an die Linie Bruchsal-Bolanden, die andere Hälfte an die Linie Sponheim-Bolanden.
Stammeltern der Linie Bruchsal-Bolanden sind die Eheleute Otto von Bruchsal († vor 1294) und Kunigunde von Bolanden († nach 1294). Da die Bruchsal zum Uradel gehörten, die Bolanden dagegen zu den Reichsministerialen, versah Aloys Schulte ihre Heirat mit dem Terminus einer „Missheirat“, wie auch in gleicher Weise die zweite Ehe der Kunigunde von Bolanden mit Graf Heinrich von Zweibrücken-Eberstein und in gleicher Weise die Ehe ihrer gleichnamigen Cousine Kunigunde von Bolanden mit Graf Heinrich I. von Sponheim, den Stammeltern der Linie Sponheim-Bolanden.

### Otto I. von Bruchsal, Herr zu Bolanden
Otto I. von Bruchsal, Herr zu Bolanden und Reichstruchsess (* um 1275; † vor 1329), heiratete vor 1308 Loretta, Raugräfin (* um 1280; † nach 1349). Ihre gemeinsamen Kinder werden 1333 namentlich aufgezählt:
- Philipp (genannt 1329, 1333, 1335, 1337, 1345, 1348, 1350; † vor dem 12. März 1376), Propst, verheiratet mit Mena (Imagina) von Leiningen († nach 1407)
- Otto II., Herr von Bolanden, (genannt 1329, 1333, 1335, 1337, 1345, 1348; † um 1350)
- Georg (genannt 1333, 1335, 1337)
- Konrad, Pfarrherr zu Simmern (genannt 1333, 1335, 1337, 1348, 1350; † nach 1385)
- Werner (genannt 1333)
- Johannes (genannt 1333)
- Heinrich (genannt 1333, 1335, 1337)
- Agnes (genannt 1333, 1345, 1348)

### Otto II., Herr zu Bolanden
Otto II. (* um 1300; † um 1350) und seine Brüder erhoben Ansprüche gegen die Sponheim-Bolanden in Bezug auf die von ihren Urahnen errichtete Teilung der Herrschaft Bolanden vom Jahr 1268. Graf Philipp von Sponheim-Bolanden und Otto II. von Bruchsal-Bolanden brachten diese Angelegenheit vor ein Schiedsgericht, das im Jahre 1332 den Sponheim-Bolanden den Besitz ihrer Teilherrschaft Bolanden bestätigte und wonach Otto II. und seine Brüder kein Recht wider die Teilung hätten. Daraufhin ließen sich Otto II. und seine Brüder ihre Rechte an der gesamten Herrschaft Bolanden 1333 in München durch den kaiserlichen Hofrichter Ludwig IV., Herzog von Teck, bestätigen. Philipp wiederum lud seine Lehnsleute 1333 vor den kaiserlichen Hofrichter Konrad von Gondelfingen nach Mainz. Endlich konnte 1335 und 1337 der Streit gütlich verglichen werden. Die Herrschaft Bolanden blieb weiterhin geteilt.

### Philipp, Herr zu Bolanden
Nach dem Tod Ottos II. um 1350 trat sein Bruder Philipp, der Propst, (* um 1300; † um 1375) gegen letztgenanntes Jahr als Herr des bolandischen Anteils und als Reichstruchsess auf. 1359 trug er dem Kurfürsten Ruprecht von der Pfalz seine Schlösser Bolanden und Ebernburg gegen Empfang von 300 Gulden zu Lehen auf. 1371 verpfändete er diesem auch noch für 7000 Gulden den mittleren Teil der Altenbaumburg. Nach Philipps Tod fiel der bolandische Anteil seinem Lehnsherrn Ruprecht von der Pfalz als erledigtes Mannlehen heim. Dieser belehnte am 12. März 1376 den Grafen Heinrich II. von Sponheim-Bolanden „mit dem halben Theil der Veste und Burg Bolanden mit ihren Zugehörungen, nachdem ihm solches Mannlehen ledig geworden war von Philipp von Bolanden selig.“ Unter kurpfälzischer Herrschaft wurde daraus das Amt Bolanden.
Sein Bruder Konrad von Bolanden, Herr zu der Altenbaumburg, verkaufte 1376 dem genannten Kurfürsten Ruprecht von der Pfalz „die von seinem Bruder Philipp der Pfalz lehnbar gemachte Herrschaft Bolanden“, dazu den bolandischen Anteil der Altenbaumburg, die ererbten Teile der raugräflichen Lande und die Burg und Herrschaft Stolzenberg.
Die Bruchsal-Bolanden starben nach 1385 mit dem Geistlichen Konrad von Bolanden im Mannesstamm aus. Die Sponheim-Bolanden starben 1393 mit Graf Heinrich II. von Sponheim-Bolanden im Mannesstamm aus.

## Wappen
Eine Urkunde von 1294 besiegelte der junge Otto von Bruchsal mit dem Siegel der Bruchsal mit dem Schrägbalken. Blasonierung: Schild mit Schrägbalken, in welchem sich drei, mit der Basis auf dessen untere Linie gestellte Dreiecke befinden. Helmzier und Tingierung sind nicht bekannt.
Eine Urkunde von 1308 besiegelte er, nun als Herr zu Bolanden und Reichstruchsess, mit dem Siegel der Bolanden mit dem achtspeichigen Rad, wie es auch seine Söhne in ähnlicher Form führten.

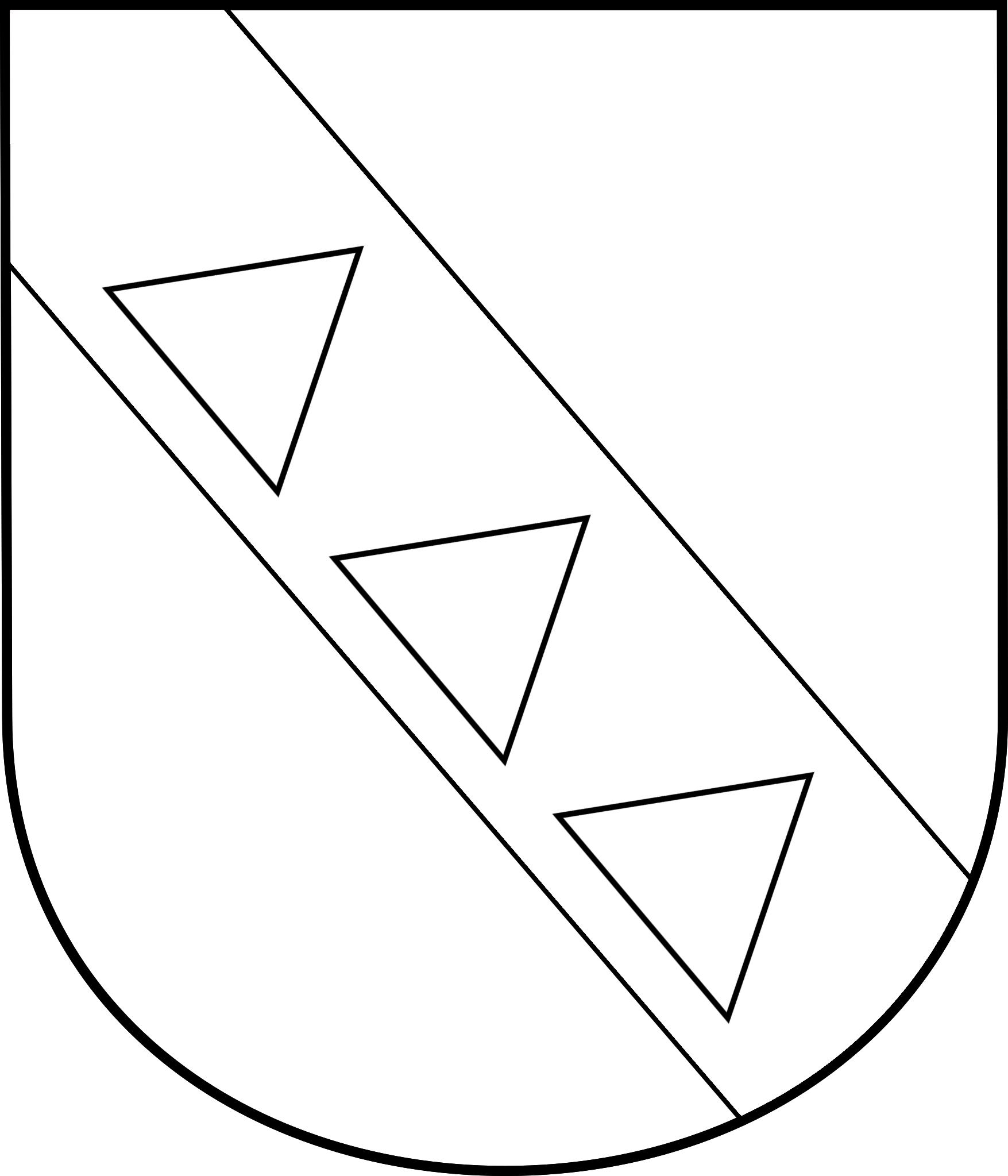
Altes Wappen derer von Bruchsal (de Bruchsella)
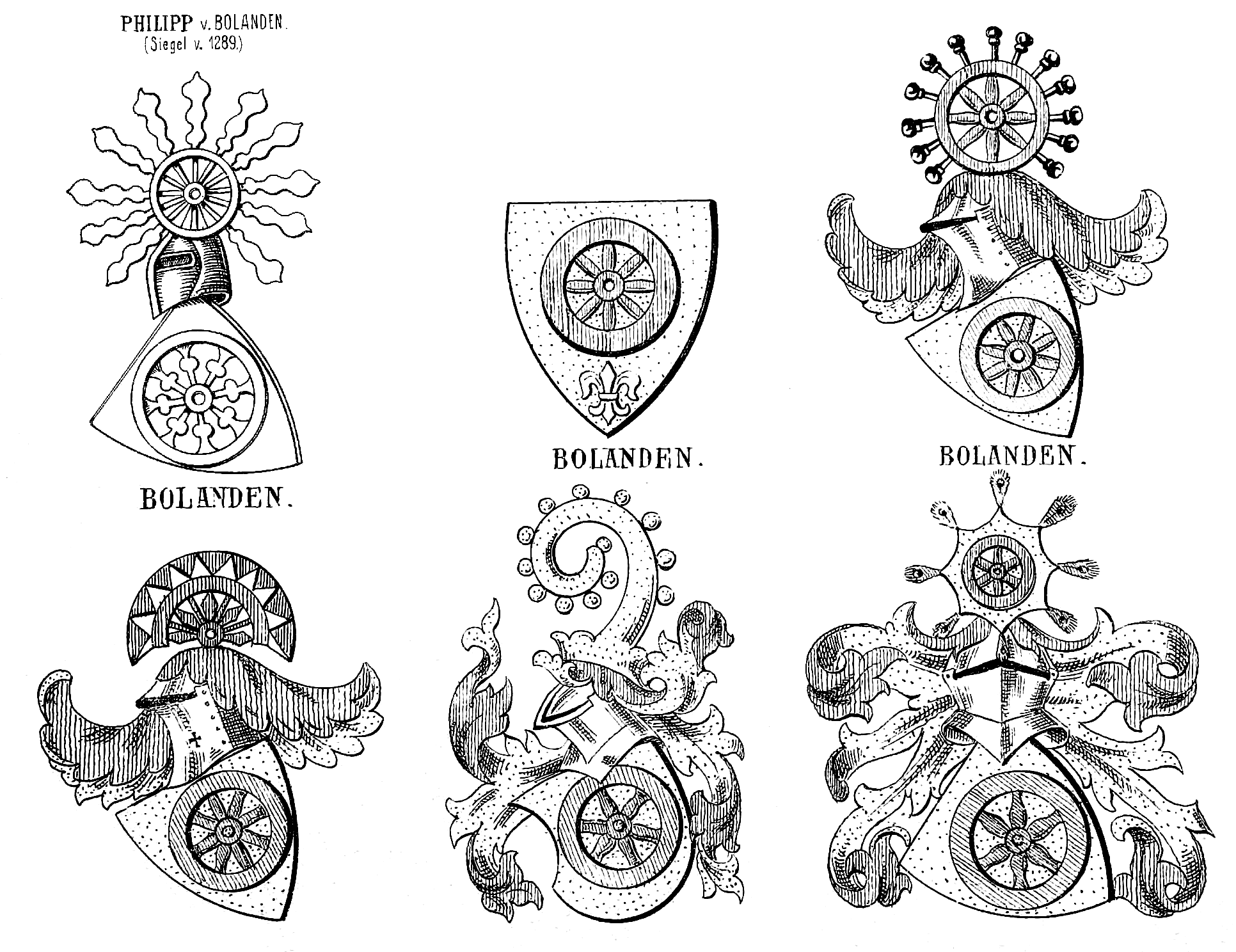
Alte Wappen derer von Bolanden in Siebmachers Wappenbüchern, 1882 und 1916

## Belege
1. ↑  Hans Döhn: Kirchheimbolanden: Die Geschichte der Stadt, Stadtverwaltung Kirchheimbolanden, 1968 und 1993, S. 81–93.
2. ↑  Valentin Ferdinand von Gudenus: Codex diplomaticus, Bd. 4, Frankfurt und Leipzig, 1758, S. 992 f. Nr. 115: Quorsum hæc dictio [de Brucsel] respiciat, est indivinabile. (MDZ München)
3. 1 2  Wirtembergisches Urkundenbuch, Bd. X S. 279 Nr. 4570. Regest der Urkunde von 1294 Nov. 5
4. ↑  Archivportal-d.de: Regest mit Foto der Urkunde von 1294 Nov. 5
5. 1 2  Aloys Schulte: Der Adel und die deutsche Kirche im Mittelalter, Stuttgart, 1910, S. 319 f. (ULB Düsseldorf)
6. ↑  Adolph Köllner: Geschichte der Herrschaft Kirchheim-Boland und Stauf, Wiesbaden, 1854, S. 66 f. (Google Books)
7. ↑  Adolph Köllner: Geschichte der Herrschaft Kirchheim-Boland und Stauf, Wiesbaden, 1854, S. 70 f. (Google Books)
8. ↑  Adolph Köllner: Geschichte der Herrschaft Kirchheim-Boland und Stauf, Wiesbaden, 1854, S. 72–83. (Google Books)
9. 1 2 3  Adolph Köllner: Geschichte der Herrschaft Kirchheim-Boland und Stauf, Wiesbaden, 1854, S. 79. (Google Books)
10. ↑  Franz Josef Mone (Hrsg.): Zeitschrift für die Geschichte des Oberrheins, Band 2, Karlsruhe 1851, S. 242 (Google Books).
11. ↑  Johann Adam Grüsner: Verbessertes Stamm-Register des erloschenen Geschlechts derer Herren von Bolanden. (Diplomatische Beyträge 1). Andreä, Frankfurt am Main, Hanau und Leipzig 1775, S. 118 mit Abbildung des Siegels S. 118a links. (Google Books)